# Castell de Pibrac
El Castell de Pibrac està situat a la població de Pibrac (Alta Garona) a França.
Es tracta d'una construcció de l'any 1540 en estil renaixentista.

## Història
El castell de Pibrac va ser reconstruït l'any 1540 per reemplaçar l'anterior construcció defensiva per una residència d'esbarjo. Es creu que l'arquitecte Dominique Bachelier va estar a càrrec de l'obra .
Durant la Revolució Francesa, l'any 1794, les escultures van ser malmeses a cops de martell i les torres escapçades. Va ser restaurat l'any 1887.

## Arquitectura
El castell de Pibrac va ser construït en estil renaixentista amb maó vermell.
El portal d'Enric IV que data del segle xvi té una volta de tres arcs i està flanquejada per dos pavellons quadrats connectats per un frontó triangular. Està emplaçat sobre una petita terrassa i delimitat en altura per un mur coronat per quatre pilots que reposen sobre una cornisa tallada.
El castell mateix està constituït per un cos central antic i dos blocs afegits l'any 1540. L'ala nord està flanquejada per una torre rodona rematada en terrassa on s'inclou una caixa d'escala.
La segona planta de l'ala sud conté una galeria de dia o mirador (en francès mirande). La torre central està inclinada i les cantonades interiors sobre l'edifici inclouen torres de vigilància.
Una de les sales, anomenada en francès cabinet des Quatrains, té sostres decorats amb temes mitològics que daten del segle xvi, els sostres amb bigues a la vista i motllures pintades s'han preservat, i la xemeneia de maó de la sala està decorada amb un gran cartutx renaixentista.
El castell va ser inscrit en els Monument històric de França després de 1932 i el portal va ser classificat l'any 1947.
El parc del castell de Pibrac, obert al públic, és també un espai a visitar. Fou dissenyat en un estil molt depurat pel paisatgista Eugène Bühler l'any 1897, amb dues terrasses, un estany i gran quantitat d'arbres sobre 14 hectàrees. Es tracta d'un parc a l'anglesa, un jardí irregular inscrit en el pre-inventari dels jardins remarcables. A l'interior del parc es troba la porta d'Enric IV, un arc de triomf en maó vermell.